# توز هندي
تُوز هندي نوع من التوز مهده الهند. شجرته كبيرة القد. خشبها فاخر الصنف الأحمر مرغوب فيه. يعرف بخشب الصندل الأحمر.

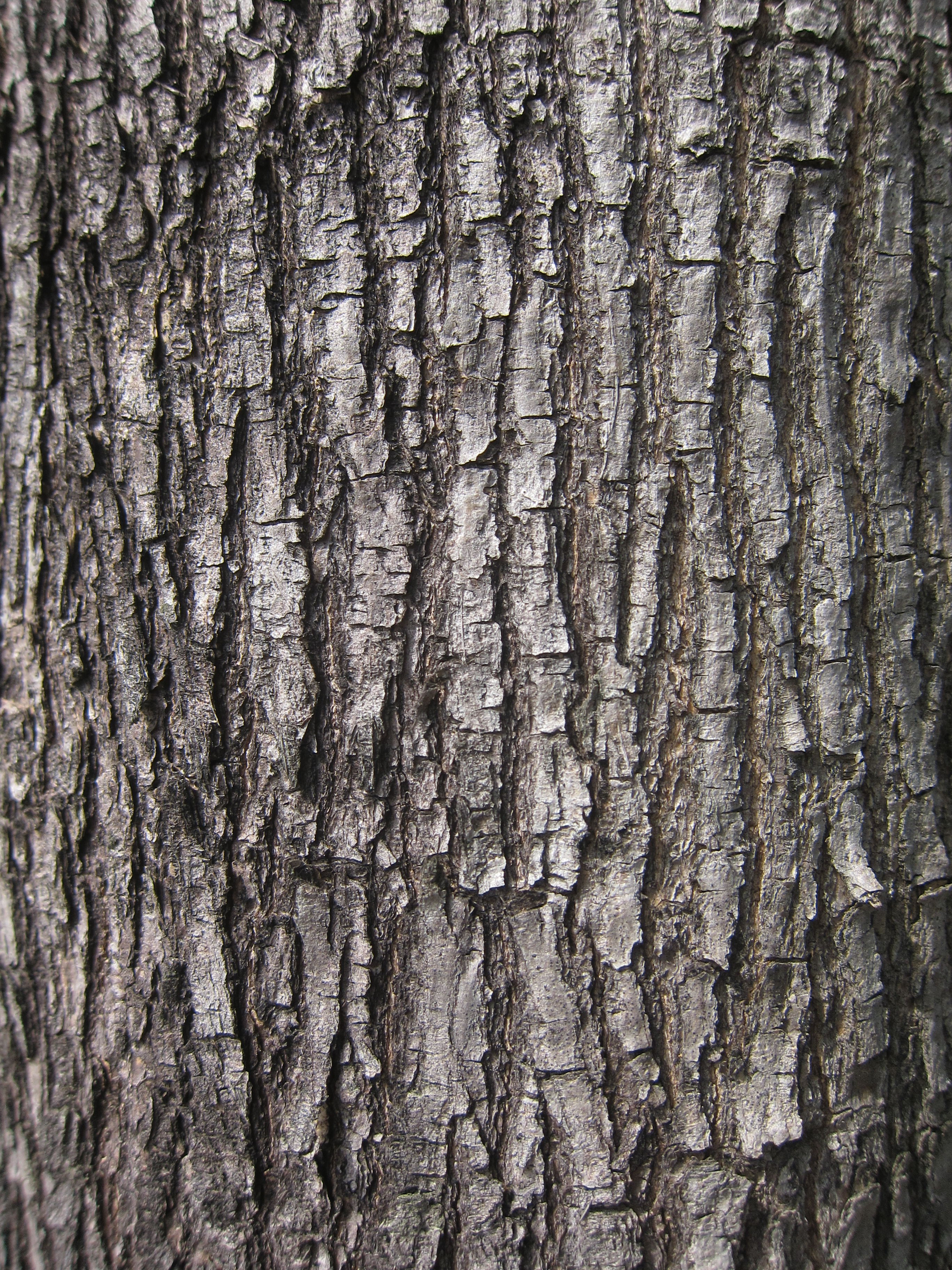
لحاء توز الهند في كُلُون، هونغ كونغ

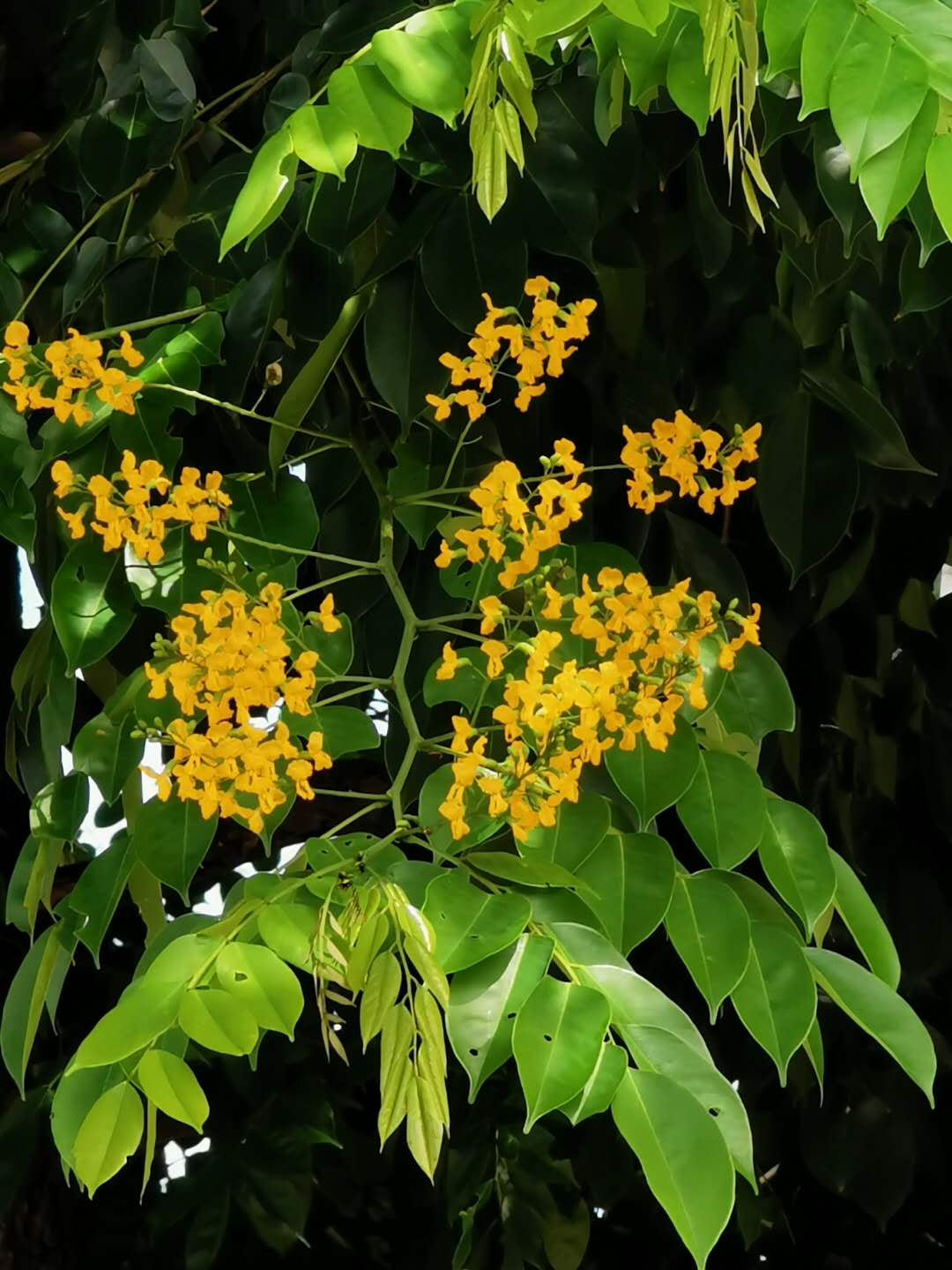
ترتيب أزهار توز الهند من في كنمن، تَيْوَان

المراجع